# Nadzy (film 1993)
Nadzy – brytyjski komediodramat z 1993 roku w reżyserii Mike’a Leigha. W 2004 roku uplasował się na 10. pozycji w rankingu przeprowadzonym przez magazyn „Total Film” na najlepszy film brytyjski wszech czasów. Film został nakręcony w Londynie.

## Fabuła
Johnny ucieka z Manchesteru do Londynu, aby uniknąć kary za zgwałcenie swojej dziewczyny. W Londynie szuka schronienia w mieszkaniu swojej byłej dziewczyny - Louise. Inteligentny i elokwentny Johnny jest jednocześnie egoistyczny i lekkomyślny. Uwodzi przyjaciółkę Louise, Sophie, jednak szybko traci nią zainteresowanie i wyrusza w samotną podróż po stolicy Zjednoczonego Królestwa rozmawiając z napotkanymi ludźmi. 
Bohater ostatecznie zostaje pobity przez przypadkowo spotkanych bandytów, a kiedy pojawia się główny najemca lokalu, Johnny zmuszony jest do wyjazdu. 

## Obsada
- Katrin Cartlidge – Sophie
- David Thewlis – Johnny
- Lesley Sharp – Louise Clancy
- Claire Skinner – Sandra
- Elizabeth Berrington – Giselle
- Ewen Bremner – Archie
- Gina McKee – dziewczyna w kawiarni

## Nagrody
- Złota Palma na Międzynarodowym Festiwalu Filmowym w Cannes dla najlepszego aktora Davida Thewlisa (1993)
- Złota Palma na Międzynarodowym Festiwalu Filmowym w Cannes dla najlepszego reżysera Mike’a Leigha (1993)
- Nagroda specjalna przyznawana przez Amerykańskie Stowarzyszenie Krytyków Filmowych dla najlepszego aktora Davida Thewlisa (1994)
- Nagroda specjalna na Międzynarodowym Festiwalu Filmowym w Toronto dla najlepszego aktora pierwszoplanowego Davida Thewlisa (1993)